# Cratere Emden
Emden è un grande cratere lunare di 114,64 km situato nella parte nord-orientale della faccia nascosta della Luna, a nordovest del maggiore cratere Rowland e a est-nordest del cratere Tikhov.
È rimasto molto danneggiato da impatti successivi che hanno lasciato il bordo consumato e irregolare e la parte centrale coperta da crateri. La metà occidentale del bordo è particolarmente consumata, con il bordo e la parete interna quasi completamente coperti di crateri. Il più rilevante tra questi ultimi si trova lungo la parete meridionale. Nella parte occidentale e a nordest del letto sono presenti due coppie di crateri. A sudest la struttura è rimasta intatta, anche se segnata da una moltitudine di piccoli crateri.
Il cratere è dedicato all'astrofisico svizzero Jacob Robert Emden.

## Crateri correlati
Alcuni crateri minori situati in prossimità di Emden sono convenzionalmente identificati, sulle mappe lunari, attraverso una lettera associata al nome.
| Emden | Coordinate             | Diametro (in km) |
| ----- | ---------------------- | ---------------- |
| D     | 63°52′12″N 171°15′00″W | 44,85            |
| F     | 62°58′48″N 171°06′36″W | 18,71            |
| M     | 60°48′00″N 176°59′24″W | 27,61            |
| U     | 64°06′00″N 178°14′24″E | 39,07            |
| V     | 65°18′N 177°48′E       | 34,47            |
| W     | 65°49′48″N 178°34′48″E | 21,65            |